# Elizabeth Haffenden
Elizabeth Haffenden (Croydon, Inglaterra, 18 de abril de 1906 – Londres, 29 de mayo de 1976) fue una diseñadora de vestuario británica que ganó dos Premios Óscar, el primero por la película Ben-Hur (1959) en la categoría de mejor diseño de vestuario en color y el segundo por A Man for All Seasons durante la 39.ª ceremonia de los Premios Óscar en 1967, también al mejor vestuario. Por esta última película también fue galardonada con el premio BAFTA del cine británico. Haffenden había debutado en 1934 y en la década de 1940 trabajó en diversos melodramas de la productora Gainsborough Pictures.

## Filmografía seleccionada

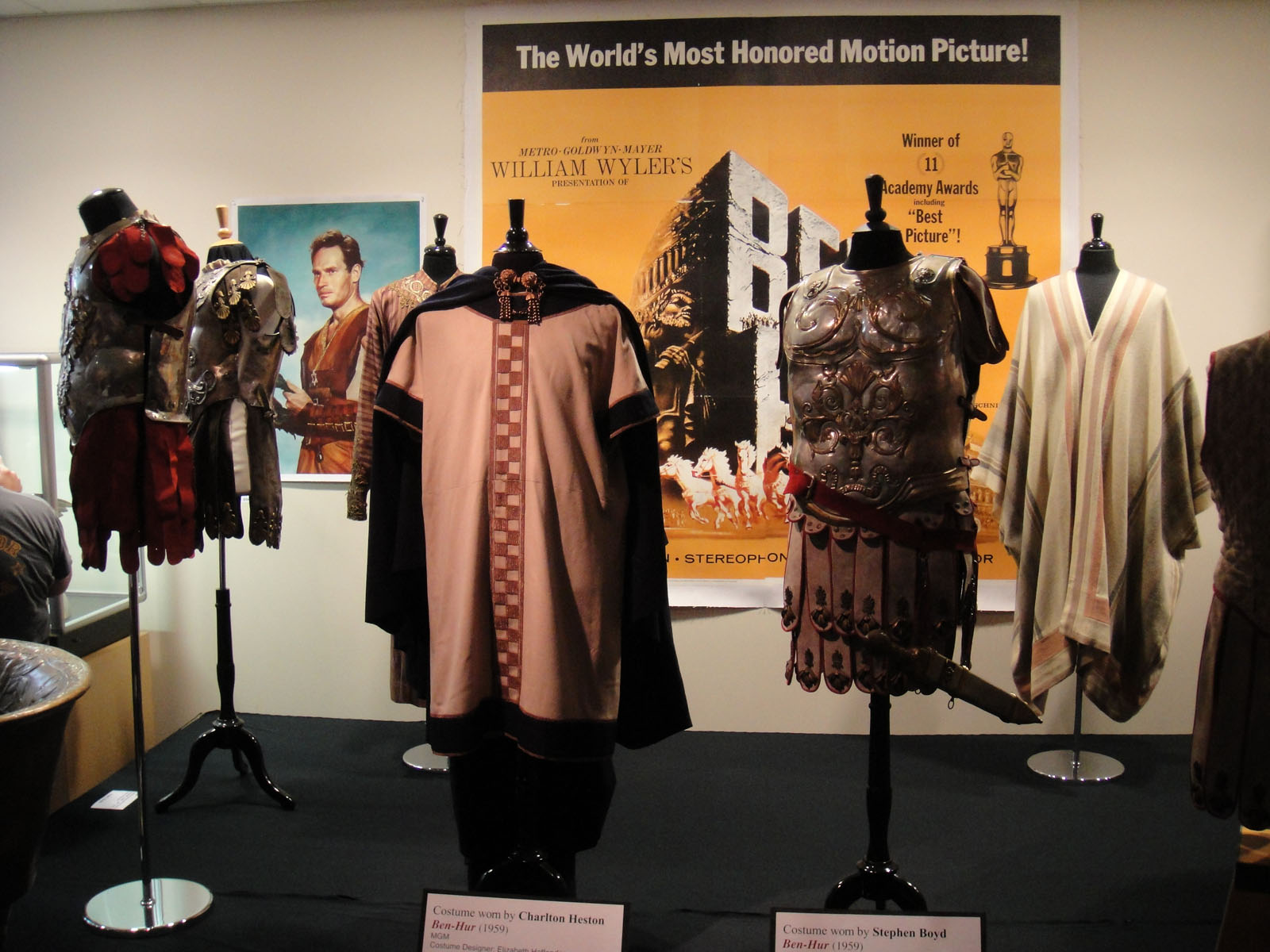
Vestidos de Ben-Hur (1959) expuestos en una subasta

- The Last Waltz (1936)
- The Young Mr. Pitt (1942)
- The Man in Grey (1943)
- Fanny by Gaslight (1944)
- Give Us the Moon (1944)
- Two Thousand Women (1944)
- Love Story (1944)
- Madonna of the Seven Moons (1945)
- A Place of One's Own (1945)
- I'll Be Your Sweetheart (1945)
- Caravan (1946)
- Bedelia (1946)
- The Magic Bow (1946)
- The Man Within (1947)
- Jassy (1947)
- Uncle Silas (1947)
- The First Gentleman (1948)
- The Bad Lord Byron (1949)
- Christopher Columbus (1949)
- Call of the Blood (1949)
- The Spider and the Fly (1949)
- Ben-Hur (1959)
- Tres vidas errantes (1960)
- A Man for All Seasons (1966)
- Chitty Chitty Bang Bang (1968)
- El violinista en el tejado (1971)

## Premios y nominaciones
Premios Óscar
| Año  | Categoría               | Película              | Resultado |
| ---- | ----------------------- | --------------------- | --------- |
| 1960 | Mejor vestuario - Color | Ben-Hur               | Ganadora  |
| 1967 | Mejor vestuario - Color | A Man for All Seasons | Ganadora  |